# Instytut Badań nad Historią i Kulturą ZSRR
Instytut Badań nad Historią i Kulturą ZSRR (ros. Институт по изучению истории и культуры СССР, niem. Institut zur Erforschung der Geschichte und Kultur der UdSSR, ang. The Institute for the Study of the History and Culture of the USSR) – niemiecki ośrodek naukowy w Monachium skupiający przedstawicieli drugiej emigracji rosyjskiej w latach 1950–1972.

## Historia
Instytut został założony 8 lipca 1950 roku na bazie istniejącej wcześniej rosyjskiej biblioteki. Tworzyli go naukowcy i specjaliści wywodzący się z radzieckich emigrantów okresu II wojny światowej, którzy po jej zakończeniu uniknęli deportacji do ZSRR. Celem ośrodka było prowadzenie badań naukowych dotyczących różnych dziedzin życia w Związku Radzieckim i przedstawianie ich wyników Zachodowi. Miał on stanowić platformę współpracy naukowej pomiędzy badaczami z różnych części świata. Współtwórcami Instytutu byli m.in. Andriej G. Ałdan, Abdurachman G. Awtorchanow, Konstantin F. Sztieppa. Na pierwszym zjeździe organizacyjnym został przyjęty regulamin Instytutu, opisujący jego zadania, utworzone struktury organizacyjne i wybrane jego kierownictwo. Funkcję dyrektora objął Nikołaj A. Troicki, występujący pod fałszywym nazwiskiem Borysa A. Jakowlewa. Była to powszechna praktyka w przypadku pracowników ośrodka, wynikająca z obawy przed działaniami sowieckich służb specjalnych.
Początkowy okres działalności Instytutu był bardzo ciężki z powodu trudności finansowych i materialnych, a także niewielkiej liczby naukowców. Jednakże już w styczniu 1951 roku zdołano zorganizować I konferencję naukową. Wzięło w niej udział 110 uczonych i 67 gości. Pierwszym projektem naukowym, w którym uczestniczyli pracownicy Instytutu, było badanie powojennej emigracji pochodzącej z ZSRR. Projekt był prowadzony na zamówienie Rosyjskiego Centrum Badawczego Uniwersytetu Harvarda. Wkrótce Instytut stał się najpoważniejszym ośrodkiem naukowym na Zachodzie zajmującym się badaniami nad ZSRR, posiadając tysiące współpracowników na całym świecie, organizując coroczne konferencje naukowe, prowadząc liczne seminaria, wykłady i odczyty, wydając regularnie pisma oraz publikacje naukowe.
Od 1954 roku Instytut związał się z amerykańskimi organizacjami naukowymi, które wzmocniły go finansowo, ale jednocześnie ukierunkowały jego działalność na działania prowadzone w interesie polityki władz USA w stosunku do ZSRR. Na działania Instytutu coraz większy wpływ miały też amerykańskie służby specjalne. Ostatecznie Amerykanie przejęli pełną kontrolę nad Instytutem. Ograniczyło to znacznie dotychczasową niezależność naukową jego pracowników. Działalność Instytutu od poł. lat 50. skupiła się na zagadnieniach narodowościowych i wspieraniu organizacji separatystycznych reprezentujących poszczególne narody zamieszkujące Związek Radziecki. Ich celem miało być doprowadzenie do rozpadu ZSRR. W rezultacie w 1955 roku do dymisji podał się N. A. Troicki, a funkcję dyrektora objął W. S. Miercałow. Po jego śmierci kolejnym dyrektorem został G. E. Szulc, kierujący Instytutem do jego likwidacji. W tym okresie strona amerykańska zapewniła sobie dycedujący głos przy przygotowywaniu corocznego planu prac naukowych ośrodka.
Zamknięcie Instytutu było związane z ociepleniem polityki USA w stosunku do ZSRR. Materiały archiwalne ośrodka nie zostały przekazane Amerykanom. G. E. Szulc oddał je Rosyjskiemu Funduszowi Kultury, który w latach 90. przekazał je Państwowemu Archiwum Federacji Rosyjskiej.

## Publikacje
Organem prasowym od 1953 roku stał się „Вестник Института по изучению истории и культуры СССР”. Wychodziła też seria monografii naukowych pt. „Исследования и материалы, другие издания”. Ponadto przygotowywano materiały informacyjno-analityczne dla Radia „Swoboda”. Po 1955 roku zaczęto wydawać almanach pt. „Исследования о Советском Союзе” i tygodnik pt. „Анализ текущих событий в СССР” pisane w językach niemieckim, angielskim, francuskim, hiszpańskim, tureckim i rosyjskim.